# فاليتا

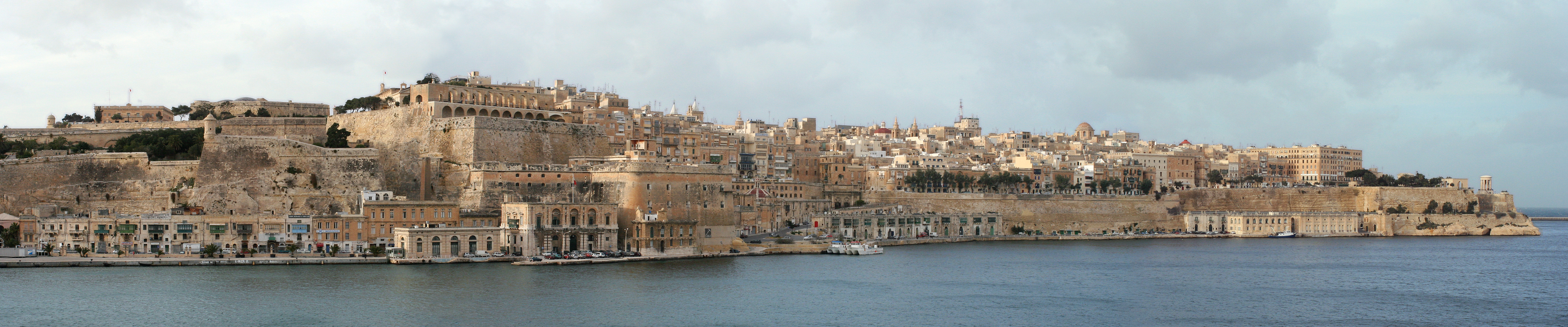
بانوراما للعاصمة

البَلَد (بالمالطية: Il-Belt) عاصمة جمهورية مالطة وكبرى مدنها. تقع في المنطقة الجنوبية الشرقية للجزيرة الرئيسية، بين ميناء مارسامكسيت من الغرب والميناء الكبير من الشرق، بلغ عدد سكانها في عام (2014) 6 444 نسمة، بينما يبلغ عدد سكان المنطقة الحضرية المحيطة بها 393 938 نسمة. تحتل البلد المرتبة الثانية بعد نيقوسيا باعتبارها عاصمة أوروبا الواقعة في أقصى الجنوب، وتبلغ مساحتها 0,61 كيلومترًا مربعًا (61 هكتارًا)، وهي أصغر عاصمة في الاتحاد الأوروبي.
وترتبط ارتباطًا وثيقًا بتاريخ نظام «القديس يوحنا الأورشليمي» العسكري والخيري. وقد سيطر على هذه المدينة بالتتابع كل من «الفينيقيّين» و«اليونانيّين» و«القرطاجيّين» و«الرومان» و«البيزنطيّين» و«العرب» و«فرقة فرسان مالطة». ويوجد فيها (320 نصب تذكاري)، وهذه المدينة هي إحدى أغنى المناطق تاريخياً في العالم.
تم تشييد مباني البلد التي تعود إلى القرن السادس عشر بواسطة فرسان الإسبطارية. سميت المدينة باسم جان باريسو دي فاليت، الذي نجح في الدفاع عن الجزيرة من الغزو العثماني إبان حصار مالطة الكبير. تتميز المدينة بطابع العمارة الباروكية، مع عناصر العمارة الكلاسيكية الحديثة والحديثة، على الرغم من أن الحرب العالمية الثانية تركت ندوبًا كبيرة على المدينة، لا سيما تدمير دار الأوبرا الملكية. تم الاعتراف بالمدينة رسميًا كموقع للتراث العالمي من قبل اليونسكو في عام 1980. تشتهر المدينة بتحصيناتها المكونة من حصون الأسوار الساترة وفرسان، إلى جانب جمال قصورها الباروكية وحدائقها وكنائسها.

## الاسم
أطلق عليها أهل البادية اسمَ البَلَدِ، ومعناه المدينة باللغة المالطية، لكونها حاضرةَ الجزيرة. أُريد في ما بعد طَلْيَنَةُ الاسم بكتابته «La Valletta» التي معناها الوُدَيّ تصغيرُ الوادي، وهو اللفظ الذي انتقل إلى اللغات الأوربية الرومية منها وغير الرومية.

## المناخ
يظهر الجدول التالي التغييرات المناخية على مدار السنة للبلد:
| البيانات المناخية لـفاليتا        | البيانات المناخية لـفاليتا | البيانات المناخية لـفاليتا | البيانات المناخية لـفاليتا | البيانات المناخية لـفاليتا | البيانات المناخية لـفاليتا | البيانات المناخية لـفاليتا | البيانات المناخية لـفاليتا | البيانات المناخية لـفاليتا | البيانات المناخية لـفاليتا | البيانات المناخية لـفاليتا | البيانات المناخية لـفاليتا | البيانات المناخية لـفاليتا | البيانات المناخية لـفاليتا |
| الشهر                             | يناير                      | فبراير                     | مارس                       | أبريل                      | مايو                       | يونيو                      | يوليو                      | أغسطس                      | سبتمبر                     | أكتوبر                     | نوفمبر                     | ديسمبر                     | المعدل السنوي              |
| --------------------------------- | -------------------------- | -------------------------- | -------------------------- | -------------------------- | -------------------------- | -------------------------- | -------------------------- | -------------------------- | -------------------------- | -------------------------- | -------------------------- | -------------------------- | -------------------------- |
| الدرجة القصوى °م (°ف)             | 22.2 (72.0)                | 26.7 (80.1)                | 33.5 (92.3)                | 30.7 (87.3)                | 35.3 (95.5)                | 40.1 (104.2)               | 42.7 (108.9)               | 43.8 (110.8)               | 37.4 (99.3)                | 34.5 (94.1)                | 28.2 (82.8)                | 24.3 (75.7)                | 43.8 (110.8)               |
| متوسط درجة الحرارة الكبرى °م (°ف) | 15.2 (59.4)                | 15.5 (59.9)                | 16.7 (62.1)                | 19.1 (66.4)                | 23.3 (73.9)                | 27.5 (81.5)                | 30.7 (87.3)                | 30.7 (87.3)                | 28.0 (82.4)                | 24.2 (75.6)                | 20.1 (68.2)                | 16.7 (62.1)                | 22.3 (72.2)                |
| المتوسط اليومي °م (°ف)            | 12.2 (54.0)                | 12.4 (54.3)                | 13.4 (56.1)                | 15.5 (59.9)                | 19.1 (66.4)                | 23.0 (73.4)                | 25.9 (78.6)                | 26.3 (79.3)                | 24.1 (75.4)                | 20.7 (69.3)                | 17.0 (62.6)                | 13.8 (56.8)                | 18.6 (65.5)                |
| متوسط درجة الحرارة الصغرى °م (°ف) | 9.2 (48.6)                 | 9.3 (48.7)                 | 10.1 (50.2)                | 11.9 (53.4)                | 14.9 (58.8)                | 18.4 (65.1)                | 21.0 (69.8)                | 21.8 (71.2)                | 20.1 (68.2)                | 17.1 (62.8)                | 13.9 (57.0)                | 11.0 (51.8)                | 14.9 (58.8)                |
| أدنى درجة حرارة °م (°ف)           | 1.4 (34.5)                 | 1.7 (35.1)                 | 2.2 (36.0)                 | 4.4 (39.9)                 | 8.0 (46.4)                 | 12.6 (54.7)                | 15.5 (59.9)                | 15.9 (60.6)                | 13.2 (55.8)                | 8.0 (46.4)                 | 5.0 (41.0)                 | 3.6 (38.5)                 | 1.4 (34.5)                 |
| الهطول مم (إنش)                   | 89.0 (3.50)                | 61.0 (2.40)                | 41.0 (1.61)                | 23.0 (0.91)                | 7.0 (0.28)                 | 3.0 (0.12)                 | 0.0 (0.0)                  | 7.0 (0.28)                 | 40.0 (1.57)                | 90.0 (3.54)                | 80.0 (3.15)                | 112.0 (4.41)               | 553 (21.77)                |
| متوسط الرطوبة النسبية (%)         | 79                         | 79                         | 79                         | 77                         | 74                         | 71                         | 69                         | 73                         | 77                         | 78                         | 77                         | 79                         | 76                         |
| ساعات سطوع الشمس الشهرية          | 169.0                      | 178.0                      | 227.0                      | 253.0                      | 309.0                      | 336.0                      | 376.0                      | 352.0                      | 270.0                      | 223.0                      | 195.0                      | 161.0                      | 3٬049                      |
| المصدر #1: ClimateData.EU         |                            |                            |                            |                            |                            |                            |                            |                            |                            |                            |                            |                            |                            |
| المصدر #2: NSO Malta              |                            |                            |                            |                            |                            |                            |                            |                            |                            |                            |                            |                            |                            |

## توأمة
لفاليتا اتفاقيات توأمة مع كل من:
- بيران
- فيلنيوس
- رودس
- Nobile Contrada dell'Aquila  [لغات أخرى]‏

## أعلام
- راي موريس
- توني دراغو
- فيكتوريا ميليتا أميرة ساكس كوبورج وغوتا
- جو بورغ
- أوليفر ريد
- غويدو دي ماركو
- إستيل برودي
- جلان فيلا

## معرض صور

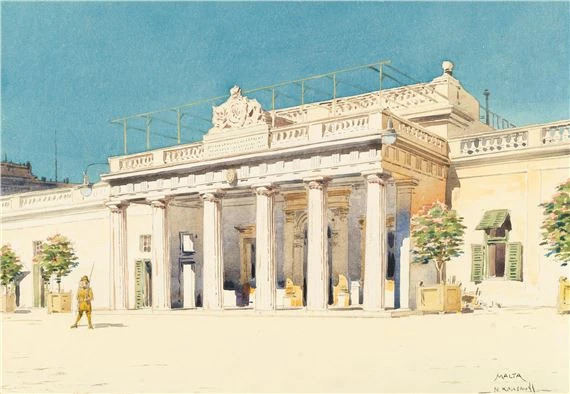
ثكنة رئيسية
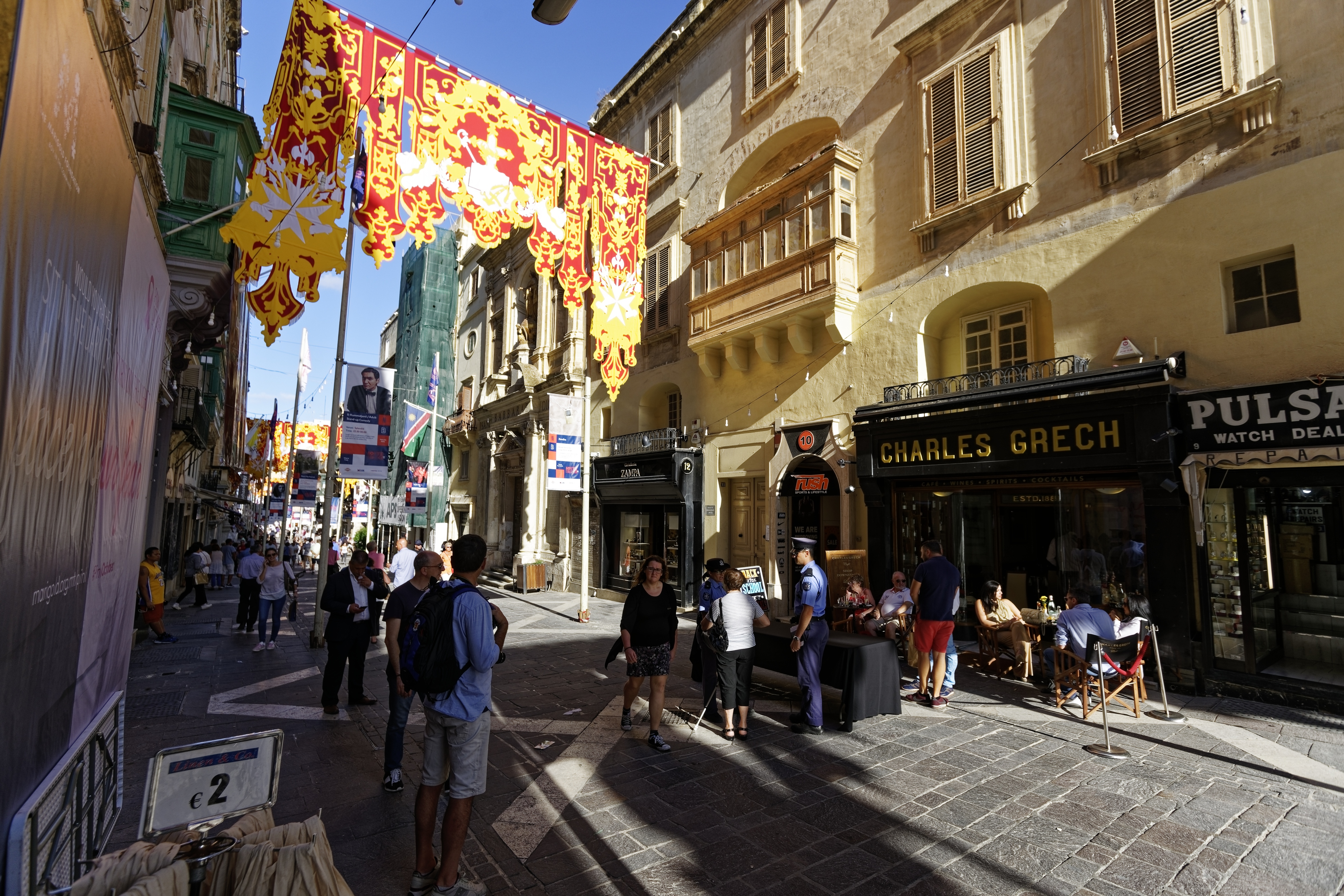
شارع الجمهورية
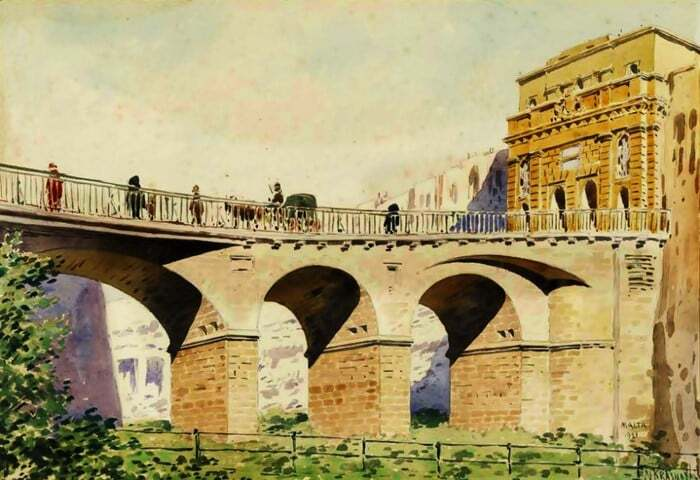
جسر بورتا ريالي
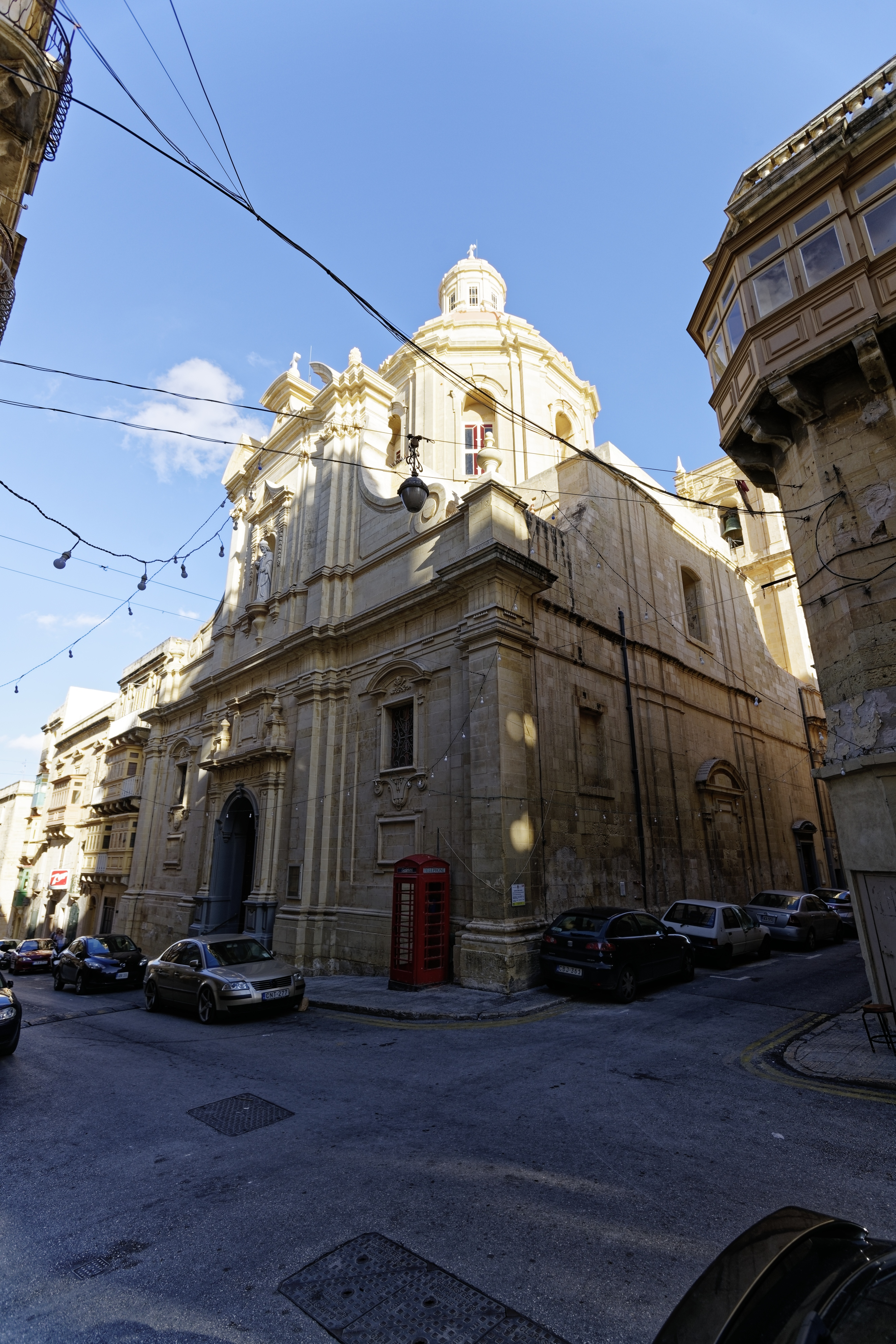
شارع التجار_ كنيسة نيكولاس
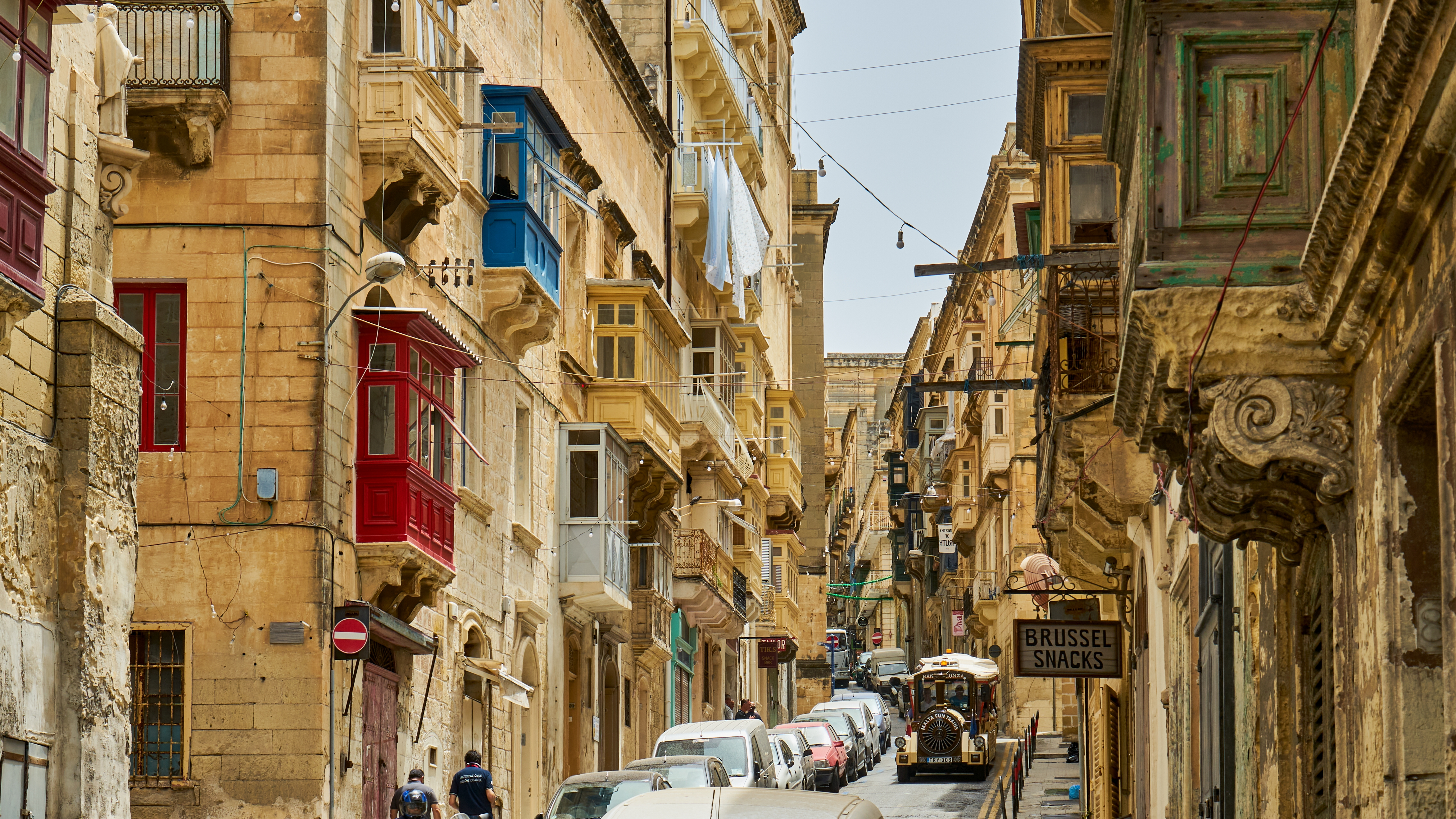
نوافذ بارزة